# Monte Carlo TV
Monte Carlo TV est une chaîne de télévision uruguayenne en langue espagnole lancée le 23 avril 1961 et appartenant à Grupo Monte Carlo, S.A.
Elle est désormais renommée Canal 4 (Uruguay) depuis le 19 mars 2019. La chaîne a renouvelé son image, son slogan et y récupère son ancien nom public, devenu à nouveau Canal 4, (après l'avoir abandonné il y a 18 ans).
Cette société de télévision est membre de l'Organisation des Télécommunications Ibéro-Américaines (OTI).

## Émissions
- Buen Día Uruguay (depuis 1998) (matinale)
- Algo Contigo
- En Foco de Sebastián Beltrame
- Telenoche (depuis 1968) (journal télévisé)
  - Telenoche Segunda
- Telebuendía
- Olas y Vientos
- El Emprendedor
- Breaking Bad (AMC, 2008-2013) (série)
- Camino al amor (Telefe, 2014) (telenovela) (2015)
- El color de la pasión (Televisa, 2014) (telenovela) (2015)
- MasterChef España (La 1, depuis 2013) (reality show)
- Help Necesito Un Favor
- Bienvenido a la Familia (Welcome to the Family) (NBC, 2013) (série)
- White Collar (USA Network, 2009-2014) (série)
- Glee (FOX, 2009-2015) (série)
- Santa diabla (Telemundo, 2013-2014) (telenovela) (2014-2015)
- Viudas e hijos del rock and roll (Telefe, 2014-2015) (telenovela) (2015)
- Agro 4
- Supersport
- Con Veronica
- En Foco
- Agitando Una Más
- Dr. en Casa
- Proyecto Mi Casa
- Día de Perros
- Teledía
- Sé Lo Que Viste
- Lo que la vida me robó (Televisa, 2013-2014) (telenovela) (2014-2015)
- The Cleveland Show (FOX, 2009-2013) (série d'animation)
- Family Guy (FOX depuis 2005) (série d'animation)
- New Girl (FOX, depuis 2011) (sitcom)
- AM
- iCarly (Nickelodeon, 2007-2012) (sitcom)
- Futurama (FOX, 1999-2003/Comedy Central 2010-2013) (série d'animation)
- Modern Family (ABC, depuis 2009) (sitcom)
- Big Time Rush (Nickelodeon, 2009-2013) (sitcom)
- Victorious (Nickelodeon, 2010-2013) (sitcom)
- Santa Misa

## Logos

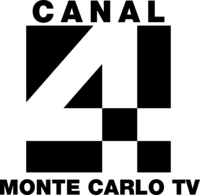
1969–73
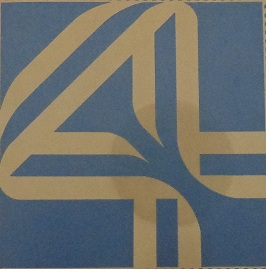
1978–80

### Sources
- (es) Cet article est partiellement ou en totalité issu de l’article de Wikipédia en espagnol intitulé « Monte Carlo TV » (voir la liste des auteurs).